# Serrat de Bonavista
El Serrat de Bonavista és una serra situada entre els municipis de Navès (Solsonès) i els de l'Espunyola i Montmajor (Berguedà), amb una elevació màxima de 1.135,4 metres.